# 프리데리케 켐프터

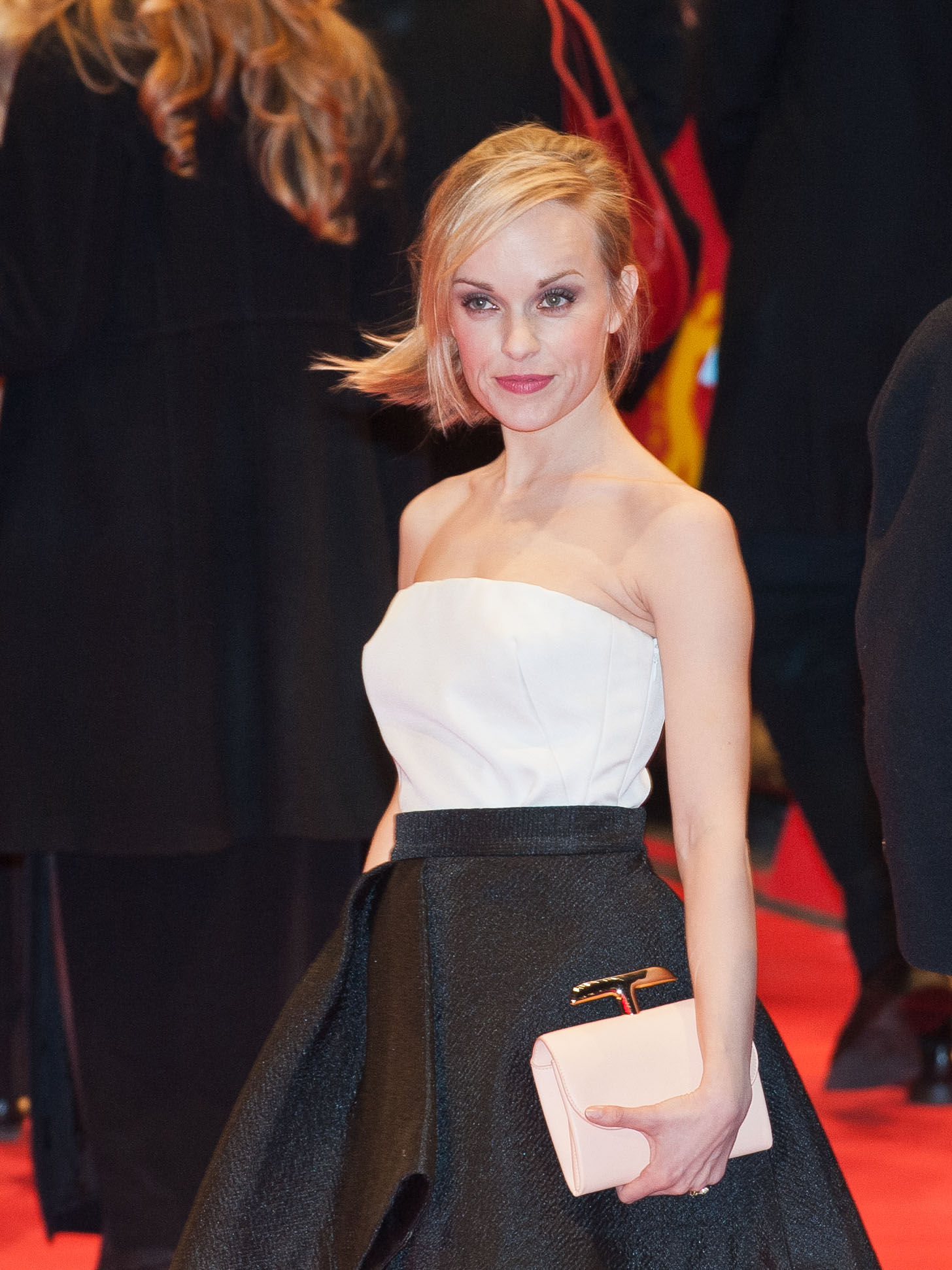

프리데리케 켐프터(Friederike Kempter, 1979년 8월 23일 ~ )는 독일의 영화배우이다.
슈투트가르트에서 태어났다.

## 영화
- 론리 나이츠 (2017년)
- 섹스, 피티 앤 론리니스 (2017년)
- 굿바이 베를린 (2016년)
- 리코, 오스카 앤 더 파스타 디텍티브즈 (2014년)
- 남자는 그들이 할수있는 것을 한다 (2012년)
- 커피 인 베를린 (2012년) - 줄리카 역
- 팬도럼 (2009년)
- 섹스아이콘 우씨 오브마이어 (2007년)